# Bulkeley (Barbados)
Bulkeley – miasto na Barbadosie. Według danych z 2006 ma ono 1100 mieszkańców. Występuje tutaj przemysł spożywczy.